# Гора (Церкниця)
Гора (словен. Gora) — поселення в общині Церкниця, Регіон Нотрансько-крашка, Словенія. Висота над рівнем моря: 729,4 м.